# Stefan Nystrand
Stefan Nystrand, né le 20 octobre 1981 à Haninge, est un nageur suédois spécialiste des épreuves de sprint en nage libre.

## Biographie
Spécialiste des épreuves en petit bassin (il a le record du monde avec le relais 4 × 100 m nage libre en 2000 et est multiple médaillé individuel), il remporte sa première médaille individuelle en grand bassin lors de l'Euro 2006 de Budapest. Très en vue lors de l'Euro 2006 en petit bassin, où il remporte l'argent sur 100 m nage libre et la victoire avec le relais 4 × 50 m nage libre (record du monde à la clé), il confirme quelques mois plus tard aux Championnats du monde 2007. À Melbourne, il remporte sa première médaille individuelle en grand bassin en terminant troisième sur 50 m nage libre.
Il participe aux Jeux olympiques d'Athènes en 2004 en terminant notamment quatrième lors de la finale du 50 m nage libre, à seulement 6 centièmes du médaillé de bronze Roland Schoeman.
En août 2007, à l'Open de Paris de natation, le Suédois réalise le second temps de l'histoire sur la discipline reine de la natation en 47 s 91. Il n'échoue ainsi qu'à sept centièmes du record du monde du Néerlandais Pieter van den Hoogenband (47 s 84).
En novembre de la même année, Stefan Nystrand confirme ses performances de l'été mais en petit bassin cette fois. Ainsi, lors de la sixième étape de la Coupe du monde en petit bassin organisée à Berlin, le nageur établit un nouveau record du monde sur 100 mètres nage libre en améliorant l'ancienne meilleure performance de Roland Schoeman (45 s 83 contre 46 s 25). Il avait déjà battu le record d'Europe de Filippo Magnini sur cette même épreuve quelques jours plus tôt lors de l'étape de Coupe du monde de Stockholm. Le jour suivant le record mondial du 100 m, Nystrand bat cette fois celui du 50 m nage libre en délogeant une nouvelle fois le Sud-Africain Schoeman des tablettes (20 s 93 contre 20 s 98). Aux Championnats du monde, ce record est battu par le Croate Duje Draganja.

## Palmarès

### Jeux olympiques
- Jeux olympiques 2004 à Athènes (Grèce) :
  - 4e place sur le 50 m nage libre

### Championnats du monde
| Discipline / Année   | Athènes 2000 Petit bassin | Fukuoka 2001 Grand bassin | Moscou 2002 Petit bassin | Indianapolis 2004 Petit bassin | Montréal 2005 Grand bassin | Shanghai 2006 Petit bassin | Melbourne 2007 Grand bassin | Manchester 2008 Petit bassin |
| -------------------- | ------------------------- | ------------------------- | ------------------------ | ------------------------------ | -------------------------- | -------------------------- | --------------------------- | ---------------------------- |
| 50 m nage libre      | Bronze 21 s 80            | 7e 22 s 44                | 8e 21 s 86               | Argent 21 s 66                 | 12e 22 s 44                | 5e 21 s 66                 | Bronze 21 s 97              | -                            |
| 100 m nage libre     | Argent 47 s 73            | 11e 49 s 80               | 4e 47 s 84               | -                              | -                          | -                          | 10e 48 s 92                 | -                            |
| 50 m brasse          | -                         | -                         | -                        | Bronze 27 s 28                 | -                          | -                          | -                           | -                            |
| 100 m 4 nages        | -                         | -                         | -                        | -                              | -                          | Bronze 53 s 97             | -                           | -                            |
| 4 × 100 m nage libre | Or 3 min 09 s 57 RM       | 4e                        | Argent 3 min 11 s 14     | 4e                             | 5e                         | Argent 3 min 11 s 63       | 6e 3 min 16 s 09            | Bronze 3 min 10 s 04         |
| 4 × 100 m 4 nages    | -                         | 9e                        | 5e 3 min 32 s 27         | -                              | -                          | -                          | -                           | -                            |

### Championnats d'Europe
| Discipline / Année   | Istanbul 1999 | Helsinki 2000        | Berlin 2002          | Madrid 2004    | Budapest 2006  | Eindhoven 2008       | Budapest 2010        | Debrecen 2012  |
| -------------------- | ------------- | -------------------- | -------------------- | -------------- | -------------- | -------------------- | -------------------- | -------------- |
| 50 m nage libre      | 19e 23 s 48   | 6e 22 s 67           | 6e 22 s 67           | Argent 22 s 32 | -              | Bronze 22 s 16       | Argent 21 s 69       | Argent 22 s 04 |
| 100 m nage libre     | -             | 18e 50 s 89          | 12e 50 s 21          | -              | Argent 48 s 91 | Argent 48 s 40       | 6e 48 s 82           |                |
| 4 × 100 m nage libre | 5e            | 10e                  | Argent 3 min 17 s 75 | 4e             | -              | Or 3 min 15 s 41     | Bronze 3 min 15 s 07 |                |
| 4 × 100 m 4 nages    | -             | Argent 3 min 40 s 43 | 6e                   | -              | -              | Bronze 3 min 36 s 85 |                      |                |

| Discipline / Année  | Lisbonne 1999    | Valence 2000     | Anvers 2001          | Riesa 2002 | Dublin 2003          | Trieste 2005 | Helsinki 2006       | Debrecen 2007       |
| ------------------- | ---------------- | ---------------- | -------------------- | ---------- | -------------------- | ------------ | ------------------- | ------------------- |
| 50 m nage libre     | 4e 22 s 01       | Or 21 s 52       | Or 21 s 15           | Or 21 s 55 | 4e 21 s 57           | -            | -                   | Or 21 s 11          |
| 100 m nage libre    | 10e 49 s 16      | Or 47 s 56       | Or 47 s 15           | 4e 48 s 26 | -                    | -            | Argent 47 s 05      | Argent 46 s 73      |
| 50 m brasse         | -                | -                | -                    | -          | 6e 27 s 14           | -            | -                   | -                   |
| 4 × 50 m nage libre | Or 1 min 27 s 12 | Or 1 min 27 s 52 | Bronze 1 min 26 s 77 | 5e         | 4e                   | 4e           | Or 1 min 24 s 89 RM | Or 1 min 24 s 19 RM |
| 4 × 50 m 4 nages    | Or 1 min 36 s 00 | -                | Bronze 1 min 35 s 68 | 4e         | Argent 1 min 36 s 28 | 5e           | -                   | -                   |

## Records
- Ancien recordman du monde du 100 m nage libre en petit bassin, avec un temps de 45 s 83 réalisé  à  Berlin, le 17 novembre 2007, lors de la 1re journée de la 6e étape de la Coupe du monde 2007. Battu par Alain Bernard le 7 décembre 2008 qui réalise alors un temps de 45 s 69.